# NCIS: 뉴올리언스
《NCIS: 뉴올리언스》(영어: NCIS: New Orleans)는 2014년부터 2021년까지 CBS에서 방영된 드라마로, NCIS의 파생작이다.